# Liga Gaélica

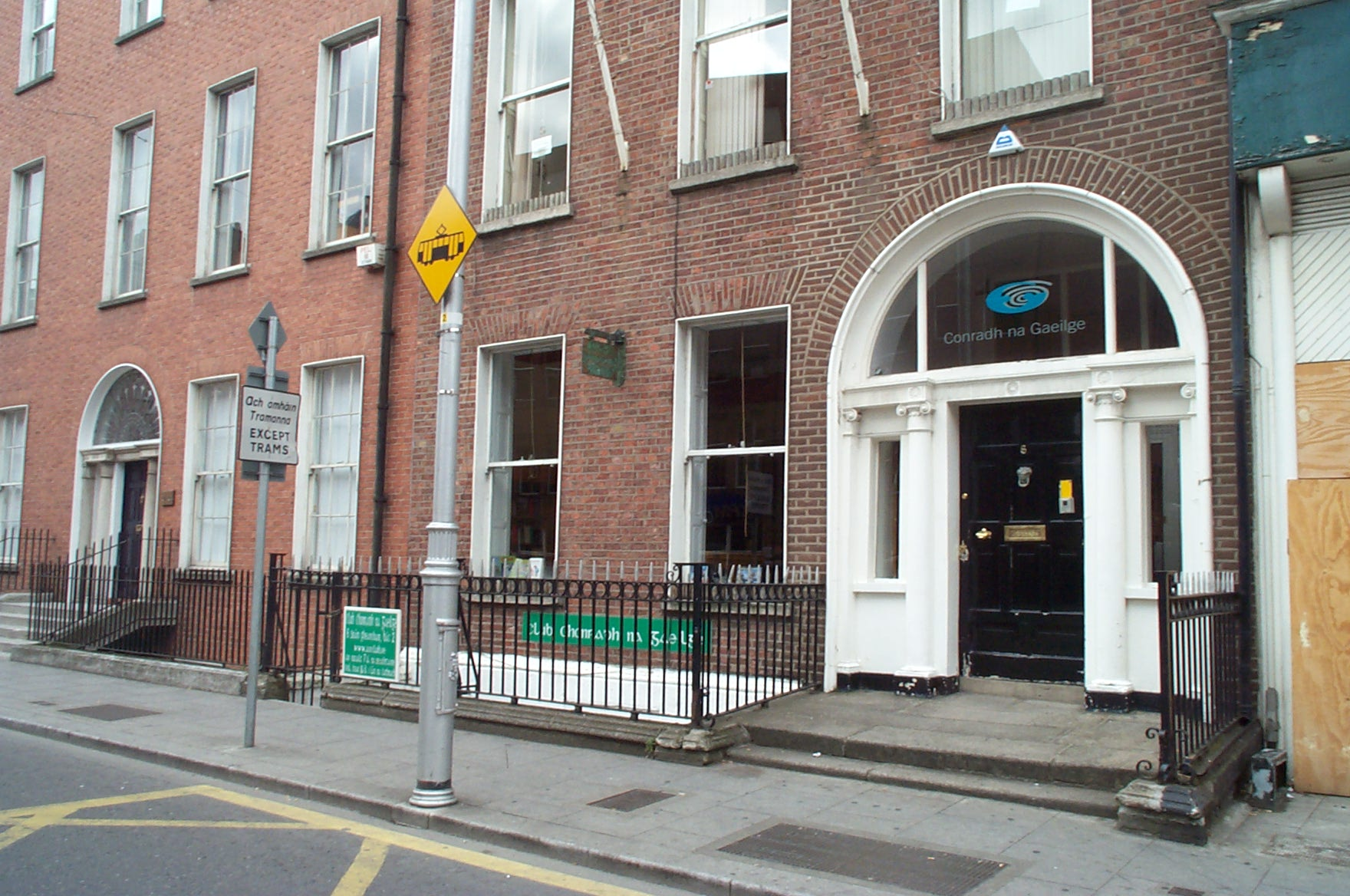
Sede de la Liga Gaélica en Dublín.

La Liga Gaélica (en irlandés: Conradh na Gaeilge) es una organización "para mantener la lengua irlandesa hablada en Irlanda". Se fundó en Dublín el 31 de julio de 1893 por Douglas Hyde, un protestante de Frenchpark (condado de Roscommon) con la ayuda de Eugene O'Growney, Eoin MacNeill, Luke K. Walsh y otros. Fue una evolución de la anterior Unión Gaélica y se convirtió en la principal institución promotora del renacimiento gaélico. El primer diario de la Liga fue An Claidheamh Solus ("La espada de luz") de la cual fue el principal editor Pádraig Pearse.
Aunque era apolítica, la liga atrajo a muchos nacionalistas irlandeses de orientaciones diversas, más que la Asociación Atlética Gaélica. Fue a través de la liga que muchos de los futuros rebeldes y líderes políticos se encontraron por primera vez, y patrocinaron la fundación de otros grupos como los Voluntarios Irlandeses. La mayoría de los firmantes de la Proclamación de Pascua eran miembros de la Liga.
Tras la fundación del Estado Libre Irlandés, la organización perdió buena parte de su rol en la vida pública. Posteriormente ha dirigido la campaña para la aprobación de la Ley de Lenguas Oficiales de 2003 que da protección legal a los hablantes de irlandés y creó el cargo del An Coimisinéir Teanga (Comisionado de Lenguas).
Conradh na Gaeilge se encuentra entre las organizaciones responsables de coordinar la campaña para que el irlandés sea considerada lengua oficial de la Unión Europea. Más recientemente, la organización se ha visto envuelta en una disputa con el Fine Gael sobre la política de este partido destinada a acabar con el estatuto de la lengua irlandesa como asignatura obligatoria para obtener el Leaving Certificate. La Liga ha incitado a los votantes para que en las elecciones generales sólo voten a por candidatos que se muestren a favor del mantenimiento del estatuto actual de la lengua irlandesa.